# Chloroclysta fluctuata
Chloroclysta fluctuata är en fjärilsart som beskrevs av Fabricius 1794. Chloroclysta fluctuata ingår i släktet Chloroclysta och familjen mätare. Inga underarter finns listade i Catalogue of Life.